# منطقه پیک
منطقه پیک مربوط به دوران پیش از تاریخ ایران باستان - دوران‌های تاریخی پس از اسلام است و در شهرستان زرندیه، بخش مرکزی واقع شده و این اثر در تاریخ ۲۲ فروردین ۱۳۵۶ با شمارهٔ ثبت ۱۳۵۹ به‌عنوان یکی از آثار ملی ایران به ثبت رسیده است.